# 2849 Shklovskij
2849 Shklovskij (1976 GN3) là một tiểu hành tinh vành đai chính được phát hiện ngày 1 tháng 4 năm 1976 bởi N. Chernykh ở Nauchnyj.